# 托馬斯 (印地安納州)
托馬斯（英語：Thomas）是位於美國印地安納州戴維斯縣的一個非建制地區。該地的面積和人口皆未知。

## 地理
托馬斯的座標為38°36′46″N 87°13′54″W / 38.61278°N 87.23167°W，而該地的平均海拔高度為136米（即446英尺）。